# Nycticebus kayan
Nycticebus kayan es una especie de primate estrepsirrino del género Nycticebus (loris perezosos) descubierto en 2012 en la isla de Borneo. Hasta entonces se clasificó dentro de la especie Nycticebus menagensis (lori de Borneo), pero sobre la base de estudios sobre especímenes en museos y fotografías se establecieron rasgos faciales distintivos que llevaron a clasificarlo como especie diferente.
La especie habita al centro y norte de la isla de Borneo en Sarawak, Sabah y Kalimantan oriental. Su nombre específico se asignó por el río Kayan el cual discurre a través de su territorio. Como los otros loris perezosos es arborícola, nocturno y posee una mordida venenosa, rasgo único entre los primates.

## Taxonomía
Los especímenes en museos de esta especie se identificaron como loris de Borneo (Nycticebus menagensis). N. menagensis fue descrito en 1893 como Lemur menagensis. En 1952, todos los loris perezosos fueron clasificados dentro de una sola especie, Nycticebus coucang. En 1971 se revisó el género y se clasificó el lori pigmeo (Nycticebus pygmaeus) como especie y dentro de N. coucang se reconocieron cuatro subespecies, incluyendo al lori de Borneo N. coucang menagensis. En 2006, el lori de Borneo fue reconocido como especie distinta N. menagensis, cuando los análisis genéticos probaron la diferencia con N. coucang.
En 2012, a raíz de revisiones realizadas en especímenes de museo y fotografías atribuidas a la especie N. menagensis se reconocieron dos de sus subespecies como nuevas especies Nycticebus bancanus y Nycticebus borneanus. Dentro de esta revisión surgió N. kayan como nueva especie.

## Descripción
La especie presenta una distribución del color facial diferente a los loris de Borneo, caracterizado por un parche que circunda la región ocular que en ocasiones se extiende sobre la región cigomática e incluso hasta la base de la mandíbula. Cálculos basados en 10 especímenes le confieren un tamaño promedio de 27 cm de longitud y un peso de 410 g.
Al igual que los otros loris perezosos, cuentan con una cola vestigial, cabeza redonda, orejas cortas, un peine dental y una uña para acicalamiento. Es arbóreo, nocturno y se distribuye en poblaciones de baja densidad, haciendo difícil su ubicación. Cuenta con una mordida venenosa, única entre los primates. La toxina utilizada se secreta en una glándula en la cara interna del codo y se activa al ser lamida y entrar en contacto con la saliva. Esta mordida tóxica es disuasiva para los depredadores y también la aplican durante el acicalamiento sobre el pelaje para proteger a los infantes. Cuando se siente amenazado puede lamer su glándula braquial y morder a sus agresores inoculando el veneno en la herida.